# لويس هرمان بامل
لويس هرمان بامل (واشنطن 12 يناير 1862 - 10 أبريل 1931) (بالإنجليزية: Louis Hermann Pammel)‏ هو عالم نبات وفطريات أمريكي. تخرج من جامعة ويسكونسن، وأول طالب حصل على بكالوريوس الزراعة، في عام 1885 . تخرج مع مرتبة الشرف لدراسته حول الفطريات الطفيلية، بما في ذلك العفن الدخن. في عام 1898 حصل على الماجستير في الزراعة من جامعة ويسكونسن، وعلى شهادة الدكتوراه في عام 1898 من جامعة واشنطن.

## بعض المنشورات
أجري بامل دراسات في علم الأمراض و الاعشاب ، مما أدى خروج العديد من المطبوعات مثل:
- تحقيقات أميس البكتريولوجية لمحطة تصريف مياه المجاري . نشرة رقم 4. ص 107 . 1902
- كتيب عن النباتات السامة. 150 ص. 1910
- الأعشاب الضارة في كل من المزرعة والحديقة .ص 281 . انه أعيد طبعه عام 1911. كيسنجر النشر، 2010.ص 310 . ISBN 1164181009
- الأعشاب والنباتات البرية في ولاية ايوا 1913، 1926